# China Merchants Port Holdings
China Merchants Holdings International ist ein chinesisches Unternehmen mit Firmensitz in Hongkong. Das Unternehmen ist im Hang Seng Index gelistet.
China Merchants ist in zwei Firmenbereiche untergliedert: zum einen ist das Unternehmen im Bereich Hafenlogistik- und dienste tätig und zum anderen produziert es Farbe sowie Container. China Merchants hatte anfangs seinen Firmensitz in Shanghai, doch dieser wurde später nach Hongkong verlegt. China Merchants wurde 1872 gegründet. Das Unternehmen wird von der China Merchants Group kontrolliert, zu der auch die China Merchants Bank als Unternehmen gehört.